# برازين
برازين هي قرية في مقاطعة هريس، إيران. عدد سكان هذه القرية هو 898 في سنة 2006.